# WELCOME!ANOTHER WORLD
WELCOME!ANOTHER WORLD（ウェルカム!アナザー・ワールド）は2002年4月1日～2009年3月31日まで、JFN系列局で放送されていたジャパンエフエムネットワーク制作のラジオドラマである。

## 作品
- JFNのラジオドラマ「アナザーワールド　犯罪心理学者」シリーズ
- シーズン1「犯罪心理学者春藤芽衣子の不思議事件ファイル」
- シーズン2「犯罪心理学者花見小路珠緒の不思議事件ファイル」

## 登場人物
- 春藤芽衣子－久我陽子

シーズン1の主人公。東都大学の犯罪心理学研究室講師。ロンドンに留学した経験を持つ。霊感は無く、幽霊もあまり信じなかったが、ある怪事件を機に、多くの怪事件解決に奮闘する。シーズン1終盤で、急にパリのインターポールに出向く事になり、後輩の珠緒を後任に選び、旅立った。
- 花見小路珠緒－田丸麻紀

シーズン2の主人公。芽衣子の後輩で、彼女の後任として、留学先のロンドンから東都大学にやって来た。実家は、京都の公家。死者の最後の瞬間が見える力を持ち、その謎を解き、願いを叶える事が自分の使命と考えている。
- 三木隆一－犬飼淳治

警視庁刑事部捜査1課の刑事。東京大学法学部卒業。正義感が強いが、警察機構の壁にぶつかり悩んでいる時に折口と知り合い、芽衣子や珠緒とも交友を持つ。
- 保坂弘－山中崇史

東都大学4年生。ゼミ長。好奇心旺盛で熱血漢。芽衣子や珠緒と共に、事件の調査にあたる。日本拳法の有段者で非常に強い。
- 鈴木あずさ－高橋麻理

東都大学3年生。弘の恋人。明るく陽気で物事をあまり深く考えないが、勘は鋭い。ブランド物が大好き。
- 佐野紀久子－仲尾あづさ

東都大学学生。無口で大人しい性格。かつて津軽十三湊に栄えた安東家17代目。霊感が強く、憑依されやすい。
- 折口信夫－石坂史朗

警視庁刑事部捜査5課資料班の刑事。かつては捜査一課の敏腕刑事だったが、訳あって捜査5課資料班に異動される。私生活の事は殆ど話さない。

## スタッフ
原作：村上信夫
脚本：村上信夫、萩原和江、錦織伊代

## ネット局
- FM青森
- ふくしまFM
- FM山形
- FM群馬
- FM福井
- Radio80
- e-radio
- V-air
- VV-FM
- FM香川
- FM徳島
- Hi Six
- μFM
- FM沖縄